# Ісерлія (річка)
Ісерлія — річка в Молдові й Україні у межах Тараклійського й Болградського районів Молдови й Одеської області. Права притока річки Киргиж-Китаю (басейн Дунаю).

## Опис
Довжина річки 11 км, похил річки 7,5 м/км, площа басейну водозбору 49,7 км². Формується декількома струмками та загатами. На деяких ділянках річка пересихає.

## Розташування
Бере початок на південно-східній стороні села Бешгіоз. Тече переважно на південний схід понад селом Вільне і впадає в річку Киргиж-Китай.